# The Stargate Project
The Stargate Project (en español El Proyecto Stargate) es una empresa conjunta estadounidense de inteligencia artificial (IA) creada por OpenAI, Oracle, SoftBank y la firma de inversión MGX.La empresa planea invertir hasta 500 000 millones de dólares en Estados Unidos para 2029. El proyecto había comenzado en 2022 y se anunció el 21 de enero de 2025 por el presidente estadounidense Donald Trump.El presidente de la empresa será el CEO de SoftBank, Masayoshi Son.

## Historia
El proyecto fue anunciado el 21 de enero de 2025 por el presidente Donald Trump, acompañado por Sam Altman de OpenAI, Larry Ellison de Oracle y Masayoshi Son de SoftBank.
Donald Trump lo calificó como «el proyecto de infraestructura de IA más grande de la historia», en concreto sobre la infraestructura energética.
El proyecto comenzó con una inversión de 100 000 millones de dólares y podría llegar a 500 000 millones de dólares en 2029.Sin embargo, Elon Musk, CEO de xAI, competidor de OpenAI, dijo que la empresa carecía de la financiación necesaria, lo que fue negado por Sam Altman.
La empresa está construyendo actualmente 10 centros de datos en Abilene, Texas.Puede llegar a crear más de 100 000 puestos de trabajo en Estados Unidos. Altman ha dicho que SoftBank tendrá la «responsabilidad financiera» de la empresa y OpenAI tendrá la «responsabilidad operativa». Arm, Microsoft, Nvidia, Oracle y OpenAI son los socios tecnológicos iniciales clave.
El término «Stargate», traducido como «Puerta estelar», se remonta a 2024, cuando OpenAI y Microsoft comenzaron a desarrollar una supercomputadora de IA de 100 000 millones de dólares.
Con la irrupción de DeepSeek, un modelo chino de inteligencia artificial de código abierto, se preguntaron los analistas si las inversiones em la empresa The Stargate Project quedaban obsoletas, al ser una alternativa muy competitiva de ChatGPT de la empresa OpenAI. Se desató una ola de preocupación en Silicon Valley y Wall Street, pues DeepSeek superaba a algunos de los modelos de IA más avanzados a nivel mundial, habiendo sido desarrollado en dos meses un modelo competitivo a una fracción del coste y los recursos computacionales que se requerían hasta el momento. La IA del modelo DeepSeek se entrenó con hardware Nvidia de gama baja, sin restricciones para entrar en el mercado chino, lo que socavaba la demanda de las GPU de gama alta de Nvidia, por lo que cayeron sus acciones más que ninguna otra empresa en toda la historia de la bolsa de Estados Unidos.
El presidente estadounidense Donald Trump, quien anunció el Proyecto Stargate, calificó a DeepSeek como una llamada de atención y un avance positivo en la carrera tecnológica de la inteligencia artificial. Los expertos en IA consultados dijeron que: «DeepSeek desafía la idea del dominio tecnológico de Estados Unidos, pero eso puede ser positivo para el futuro de la IA».